# Восток (кратер)
Восток (лат. Vostok) — 25-метровый марсианский ударный кратер, расположенный на плато Меридиана. Посещён марсоходом «Оппортьюнити» 5 марта 2006 года (399 сол). Находится примерно в 1,2 км к югу от кратера Эндьюранс. Ветры покрыли большую часть кратера песком, но тем не менее на поверхности ещё присутствует достаточно много обнажений горных пород. Глубина кратера практически равна 0 — он полностью засыпан песком.
В кратере «Оппортьюнити» исследовал камень «Гагарин», названный в честь космонавта Юрия Гагарина, а также образец почвы под названием «Лайка». Ровер вышел из кратера на 404 сол, и направился на юг в сторону кратера Эребус — эродированного кратера, более крупного, чем кратер Эндьюранс, — и ещё большего (750-метрового) кратера Виктория.
Во время осмотра данного кратера у «Оппортьюнити» начались проблемы в работе его инструмента Mini-TES, которые в скором времени прекратились.

Панорама кратера Восток, снятая «Оппортьюнити» 11 марта 2005 года (400 сол)